# Максимовка (Никопольский район)
Максимовка (укр. Максимівка) — село,
Шевченковский сельский совет,
Никопольский район,
Днепропетровская область,
Украина.
Код КОАТУУ — 1222986903. Население по переписи 2001 года составляло 113 человек.

## Географическое положение
Село Максимовка находится на расстоянии в 2 км от села Александрополь и в 3-х км от села Шевченково.
По селу протекает пересыхающий ручей с запрудой.
Рядом проходит автомобильная дорога Т-0432.